# بیت عمر (یمن)
 بیت عمر  به عربی ( بیت عَمرُ )، روستایی است در دهستان عرقوب از توابع استان مَحویت در کشور یمن در شبه جزیره عربستان.

## جمعیت
جمعیت آن (۷۰ ) نفر (۶ خانوار) می‌باشد.